# Agonopsis
Agonopsis is een geslacht van straalvinnige vissen uit de familie van harnasmannen (Agonidae).

## Soorten
- Agonopsis asperoculis Thompson, 1916
- Agonopsis chiloensis Jenyns, 1840
- Agonopsis sterletus Gilbert, 1898
- Agonopsis vulsa Jordan & Gilbert, 1880